# Narragansettský záliv
Narragansettský záliv je záliv Atlantského oceánu u severovýchodního pobřeží Spojených států amerických, jehož hlavní část se nachází ve státě Rhode Island a část v Massachusetts. Záliv se zařezává do pevniny v délce 45 km. S otevřeným oceánem je spojen přes Rhode Island Sound. Tvoří největší zátoku v Nové Anglii, do které se vlévají řeky Taunton a Providence.
V zálivu se nachází více než 40 ostrovů, z nichž největší jsou Aquidneck Island, Conanicut Island a Prudence Island. Hlavní města podél zálivu jsou Newport (na Rhode Islandu) a Providence, hlavní město státu Rhode Island (v ústí řeky Providence). Přes část zálivu vedou visuté mosty Claiborne Pell Newport Bridge a Mount Hope Bridge, most Jamestown Verrazzano Bridge a most Braga Bridge.

## Geografie
Providence, hlavní a největší město Rhode Islandu, se nachází na západním pobřeží nejsevernější části Narragansettského zálivu. Mnoho předměstí Providence, například Warwick a Cranston, leží také u zálivu. Newport, kde sídlí United States Naval War College (Námořní válečná škola Spojených států amerických), Naval Undersea Warfare Center (Námořní centrum pro podmořský boj) a hlavní United States Navy training center (výcvikové středisko amerického námořnictva), se nachází na jižním konci ostrova Aquidneck Island v oceánu. Město Fall River se nachází na soutoku řeky Taunton a zálivu Mount Hope, který tvoří nejsevernější část Narragansettského zálivu. Na jihozápadním pobřeží se nacházejí turistická městečka Narragansett a Wickford. Quonset Point, jižně od Warwicku, je název pro Quonset hut. Univerzita Rogera Williamse se nachází v Bristolu.

## Geologie a geomorfologie
Narragansettský záliv je ústí vytvořené z řady zaplavených, ledovcem vytvořených říčních údolí, která kdysi existovala v jižním pokračování tří řek, jež se nyní vlévají do zálivu. Jedná se o tyto tři řeky:
- na severovýchodě a západě řeka Taunton
- řeka Providence
- řeka Seekonk

Ústí je výsledkem vlivu a důsledků nedávného zalednění Severní Ameriky (Wisconsinské zalednění) na Novou Anglii. Během zalednění bylo mnoho vody zachyceno v kontinentálních ledovcích a ledových příkrovech, takže hladina moře byla mnohem nižší než v současnosti a pobřeží Rhode Islandu se nacházelo asi 40 km jižně od současného pobřeží. Když Laurentidský ledovcový příkrov dosáhl oblasti dnešního Narragansettského zálivu, vyryl do krajiny hluboké rýhy, které obnažily prastaré skalní podloží, jež se v okolí zálivu nachází dodnes. Na mapách jsou jasně patrné severojižní terénní rýhy: West Passage mezi ostrovem Conanicut a pevninou na západě a East Passage mezi ostrovem Conanicut a ostrovem Aquidneck.
Po ústupu ledu se oblast asi před 14 000 lety zbavila ledu. Hladina moře byla ještě hluboko pod dnešní úrovní. Zpočátku existovalo v oblasti dnešního zálivu asi 500 let jezero s tající vodou. Na jeho místě vznikla řeka, která protékala podélnou osou bývalého jezera. Přibližně před 9000 lety se pobřeží posunulo do oblasti Narragansettského zálivu. Údolí řek byla zaplavena a začalo se formovat ústí v dnešní podobě.

## Historie
Evropané záliv poprvé prozkoumali pravděpodobně v 16. století. V té době záliv obývaly dvě skupiny původních obyvatel Ameriky: Narragansettové na západě a Wampanoagové na východě, jejichž domovina sahala až k mysu Cod.
Většina historiků se domnívá, že k prvnímu kontaktu s Evropany došlo v roce 1524, kdy do zátoky vplul po návštěvě Newyorského zálivu koráb La Dauphine, jemuž velel Giovanni da Verrazano. Verrazano pojmenoval zátoku „Refugio“ (útočiště). Protože má však záliv několik vjezdů, pokračují historiografické debaty o tom, kudy přesně se La Dauphine ubírala a na který kmen Verrazano narazil jako první.
V roce 1614 záliv prozkoumal a zmapoval Holanďan Adriaen Block, po němž byl pojmenován ostrov Block Island.
K prvnímu evropskému osídlení došlo ve 30. letech 16. století, kdy se v zátoce v roce 1635 usadil Roger Williams, nespokojený člen plymouthské kolonie. Navázal kontakt s Narragansetty a založil obchodní stanici na západní straně zálivu. Asi 20 kilometrů jihozápadně od něj v Newyorském zálivu právě založili Holanďané svou obchodní stanici pod správou kolonie Nový Amsterdam.
V roce 1643 se Williams vydal do Anglie, kde obdržel listinu pro novou kolonii Rhode Island. Napsal také slovník narragansettského jazyka Keys to the Indian Language, který vyšel v Anglii v roce 1643.
V zálivu se 9. června 1772 odehrála událost, která se do historie zapsala jako aféra lodi Gaspee (Gaspee affair). Byla významným konfliktem, kterým se Třináct kolonií vzepřelo britské nadvládě, a jenž vyvrcholil tři roky později v Americkou válku za nezávislost. Britský škuner HMS Gaspee měl strážit zájmy koruny a v kolonii vynucovat výběr cla. Američtí patrioti využili příležitosti, kdy škuner uvázl na mělčině, loď přepadli, posádku zajali a škuner zapálili. Typově podobnou a historicky známější událostí je Bostonské pití čaje v roce 1773. Ku připomínce vlasteneckého vzepětí se každoročně v červnu v osadě Pawtuxet Village symbolicky spálí loď. Trvalou připomínkou je název malého výběžku pevniny do zálivu – Gaspee Point.